# ضاحية تيروفارور
تيروفارور رمزها «TR» (بالإنجليزية: Thiruvarur)‏ ، هو تقسيم إداري لدولة الهند تتبع ولاية تاميل نادو (بالإنجليزية: Tamil  Nadu)‏ ، مركزها هو مدينة تيروفارور (بالإنجليزية: Thiruvarur)‏ عدد سكانها حسب تعداد سنة 2001 هو 1,165,213 ، مساحتها 2,161 كم² وكثافة السكان 539 لكل كم² .